# Quentin Smith
Quentin Persifor Smith (Rhinebeck, Nueva York, 27 de agosto de 1952 - Kalamazoo, Míchigan, 12 de noviembre de 2020) fue un profesor emérito de filosofía en la Universidad de Míchigan Occidental en Kalamazoo. Ha trabajado en filosofía del tiempo, filosofía del lenguaje, filosofía de la física y filosofía de la religión. Ha publicado más de 140 artículos y de sus libros publicados, es autor de tres, coautor de dos, y coautor y editor de siete. Fue editor de Prometheus Books y fue el editor jefe de la revista de filosofía Philo, entre 2001 y 2007. También debatió con William Lane Craig sobre la existencia de Dios y el argumento cosmológico. Smith murió el 12 de noviembre de 2020.

## Filosofía de la religión

### Argumento cosmológico a favor del ateísmo
Quentin Smith formuló argumentos cosmológicos a favor del ateísmo, donde "la cosmología clásica del Big Bang es inconsistente con el teísmo" y una interpretación atea es más "coherente y plausible".

"Probablemente sea cierto que o el universo comenzó sin causa al comienzo de la expansión actual, ya sea (1) después de una singularidad de densidad, temperatura y curvatura infinitas y radio cero, o (2) en una singularidad con valores finitos y distintos de cero, o (3) en una fluctuación del vacío desde un espacio más grande o un túnel desde la nada, o el universo comenzó a existir espontáneamente al comienzo de alguna fase de expansión anterior en las condiciones descritas en (1), (2), o (3)"

Graham Oppy presenta el argumento de Smith de la siguiente manera:

(1) Si Dios existe y hay un estado más antiguo E del universo, entonces Dios creó E.

(2) Si Dios creó E, entonces se garantiza que E contiene criaturas animadas o conduce a un estado posterior del universo que contiene criaturas animadas.
(3) Existe un estado más temprano del universo y es la singularidad del Big Bang.
(4) El estado más antiguo del universo es inanimado desde la singularidad
implica las condiciones hostiles a la vida de temperatura infinita, densidad infinita y curvatura infinita.
(5) La singularidad del Big Bang es inherentemente impredecible y sin ley
y en consecuencia no hay garantía de que emitirá una máxima configuración de partículas que evolucionarán hacia un estado animado del
universo.
(6) (Por lo tanto) Dios no podría haber creado el estado más antiguo del universo.
(De 2, 3, 5, 6)

(7) (Por lo tanto) Dios no existe. (De 1, 6)

## Publicaciones
- Theism and Naturalism: New Philosophical Perspectives. (co-editor Paul Pistone).
- Epistemology: New Essays (Editor) Oxford: Oxford University Press, 2008. ISBN 0199264945
- Einstein, Relativity and Absolute Simultaneity. (co-editor William Lane Craig). New York: Routledge, 2007. ISBN 0415701740
- Time, Tense and Reference (co-editor A. Jokic). Cambridge MA: MIT Press, octubre de 2003. ISBN 0262100983
- Consciousness: New Philosophical Perspectives (co-editot A. Jokic). Oxford: Oxford University Press, 2003. ISBN 0199241295
- Ethical and Religious Thought in Analytic Philosophy of Language. New Haven: Yale University Press, 1997. Pp. 264. ISBN 0300062125
- Time, Change and Freedom. (coautor amb L. Nathan Oaklander). New York: Routledge, 1995, pp. 218. ISBN 0415102499
- The New Theory of Time. (co-authored and co-edited con L. Nathan Oaklander). New Haven: Yale University Press, 1994. Pp. 378. ISBN 0300057962
- Theism, Atheism and Big Bang Cosmology. (coautor William Lane Craig). Oxford: Oxford University Press, 1993. Pp. 357. ISBN 019826383X
- Language and Time. 1ª Edición. New York. Oxford University Press. 1993. pp. 259. ISBN 0195155947
- The Felt Meanings of the World: A Metaphysics of Feeling. Purdue University Press :West Lafayette, 1986. ISBN 0911198768